# Euperilampus
Euperilampus is een geslacht van vliesvleugeligen uit de familie Perilampidae. De wetenschappelijke naam van dit geslacht is voor het eerst geldig gepubliceerd in 1871 door Walker.

## Soorten
Het geslacht Euperilampus omvat de volgende soorten:
- Euperilampus ameca Darling, 1983
- Euperilampus aureicornis Darling, 1983
- Euperilampus beharae (Risbec, 1952)
- Euperilampus brasiliensis (Ashmead, 1904)
- Euperilampus enigma Darling, 1983
- Euperilampus gloriosus (Walker, 1862)
- Euperilampus hymenopterae (Risbec, 1952)
- Euperilampus iodes Darling, 1983
- Euperilampus krombeini Burks, 1969
- Euperilampus lepreos (Walker, 1846)
- Euperilampus luteicrus Darling, 1983
- Euperilampus magnus Darling, 1983
- Euperilampus mediterraneus Boucek, 1972
- Euperilampus scutellatus (Girault, 1915)
- Euperilampus sinensis Boucek, 1978
- Euperilampus solox Darling, 1983
- Euperilampus spina Boucek, 1978
- Euperilampus tanyglossa Darling, 1983
- Euperilampus triangularis (Say, 1829)